# عبيد الله بن المهدي
عبيد الله بن محمد المهدي، (154 هـ 771م - 195 هـ/ 810م) هو أمير عباسي، وهو ابن الخليفة العباسي الثالث المهدي، وأمه ريطة ابنة الخليفة العباسي الأول أبي العباس السفاح.

## سيرته
هو عبيد الله ابن الخليفة محمد المهدي ابن الخليفة أبي جعفر المنصور عبد الله بن محمد بن علي بن عبد الله بن العباس العباسي الهاشمي. في عهد أخيه غير الشقيق هارون الرشيد تولى عبيد الله أرمينية والولايات الشمالية الغربية عام 166 هـ/ 788 هـ، خلفًا ليزيد بن مزيد الشيباني. كما تولى إمارة مصر فترتين قصيرتين في عامي 179هـ/ 795م و180–181هـ/ 796م.

### ولايته على مصر
ولاه هارون الرشيد عَلَى مصر صلاتها وخَراجها يوم الإثنين 10 محرم سنة 179 هـ، فاستخلف عبد الله بْن المسيَّب عليها، وقدِم عُبَيْد اللَّه يوم الأربعاء 11 ربيع الأوَّل سنة 179 هـ، فجعل عَلَى الشُرَطة مُعاوية بْن صُرَد البكَّائيّ، فعزله الرشيد عَنْهَا فِي شهر رمضان سنة 179 هـ، ولِيَها سبعة أشهُر، وخرج منها في 2 شوال. وولى موسى بن عيسى بن موسى.
ثمَّ عزل الرشيد موسى بن عيسى بن موسى، وولى عُبَيْد اللَّه بْن المَهدي مرة ثانية عَلَى صَلاتها في 7 جمادى الآخرة 180 هـ، فقدِمها عُبَيْد اللَّه يوم الثلاثاء 4 شعبان سنة 180 هـ، فجعل عَلَى شُرَطه مُعاوية بْن صُرَد، ثمَّ عزله، فولَّى عَمَّار بْن مُسلِم، فولِيَها إلى أن صُرف عَنْهَا في 3 رمضان سنة 181 هـ.

### أيامه الأخيرة ووفاته
لما عزل عن مصر توجه إلى الرشيد ودام عنده إلى أن خرج معه في سنة 192 هـ في مسيره إلى خراسان، وفي سنة 194 هـ/ 811م توفي عبيد الله في بغداد، وصلى ابن أخيه الأمين.